# Mače
 Ovo je glavno značenje pojma Mače. Za druga značenja pogledajte Mače (razdvojba).
Mače je općina u Hrvatskoj, u Krapinsko-zagorskoj županiji.

## Stanovništvo
| broj stanovnika | 2609  | 2996  | 3307  | 3772  | 4047  | 4653  | 4490  | 4627  | 4681  | 4486  | 4007  | 3596  | 3170  | 2897  | 2715  | 2534  | 2258  |
|                 | 1857. | 1869. | 1880. | 1890. | 1900. | 1910. | 1921. | 1931. | 1948. | 1953. | 1961. | 1971. | 1981. | 1991. | 2001. | 2011. | 2021. |

| broj stanovnika | 540   | 664   | 680   | 793   | 843   | 924   | 849   | 868   | 840   | 838   | 750   | 748   | 689   | 710   | 711   | 696   | 675   |
|                 | 1857. | 1869. | 1880. | 1890. | 1900. | 1910. | 1921. | 1931. | 1948. | 1953. | 1961. | 1971. | 1981. | 1991. | 2001. | 2011. | 2021. |

## Poznate osobe
- Radek Brodarec[4]

## Spomenici i znamenitosti
- Crkva Bezgrešnog Začeća Blažene Djevice Marije (Mače)

## Obrazovanje
Prvi put se školstvo u Maču spominje 1860. godine. Te je godine u Malom Bukovcu u kući Jambreković prvi puta organizirana nastava za dvadesetak učenika. Već sljedeće godine počinje se u Maču graditi školska zgrada. 1862. godine polovica zgrade je dovršena i nastava se počinje održavati u istoj zgradi u kojoj i danas učenici pohađaju nastavu.
U prvim danima rada ove škole učiteljske dužnosti je obavljao učo, plemeniti Jambreković, koji nije bio učitelj po zanimanju, ali je želio djecu naučiti čitati i pisati.
1951. godine škola s četverogodišnjeg školovanja prelazi na šestogodišnje školovanje. 1952. godine nastaje u Maču sedmogodišnja škola. Školske godine 1954./'55. škola dobiva naziv  Narodna osnovna osmogodišnja škola.
Šezdesetih godina školu je polazilo godišnje oko 500 učenika. Prostora nije bilo dovoljno te se radilo na nekoliko lokacija. 1971. godine škola gubi samostalnost i integrira se sa školom Golubovec i Mihovljan u OŠ Ljudevita Gaja sa sjedištem u Mihovljanu. Te iste godine počinje u Maču dogradnja školskog prostora (4 učionice, zbornice i sanitarnog čvora). Tom dogradnjom se na žalost nije trajno riješio problem prostora. Škola niti danas nema sportsku dvoranu, knjižnicu, urede za tajnika, pedagoga i ravnatelja, te blagovaonu.
Dana 1. ožujka 1996. godine škola se ponovno osamostaljuje. Za privremenog ravnatelja imenovana je Višnja Risek, nastavnica njemačkog jezika, koja još i danas obavlja tu dužnost.
U šk. god. 2003./'04. u matičnoj školi ima 250 učenika, a u područnoj četverorazrednoj školi u Peršavesi 66 učenika (ukupno 316). Učenici su raspodijeljeni u 16 razrednih odjela.
Škola u gotovo svim učionicama ima televizor, grafoskop, videorekorder. Škola posjeduje i episkop, dijaprojektor, nekoliko kasetofona, glazbenih linija, sintesajzer i video kameru.

## Kultura
- KUD "Ljudevit Gaj"
- Ženska vokalna grupa "Kajda"
- Dani sporta, glazbe i zabave
- Tamburaška noć
- Mačanske mažoretkinje

## Šport
- NK Gaj Mače

## Vanjske poveznice
- Službena stranica Općine